# Joel Chianese
Joel Joseph Chianese (Sydney, 15 febbraio 1990) è un calciatore australiano di origini italiane, centrocampista o ala del Perth RedStar.

## Palmarès

### Club

#### Competizioni nazionali
- New Zealand Football Championship: 1

Auckland City: 2014-2015
- Premier's Plate: 1

Perth Glory: 2018-2019
- Indian Super League: 1

Hyderabad: 2021-2022

#### Competizioni internazionali
- OFC Champions League: 1

Auckland City: 2014-2015